# 2003 QX91
2003 QX91, também escrito como 2003 QX91, é um objeto transnetuniano que está localizado no Cinturão de Kuiper, uma região do Sistema Solar. Este corpo celeste está em uma ressonância orbital de 4:7 com o planeta Netuno. Ele possui uma magnitude absoluta de 8,4 e tem um diâmetro estimado com 92 km.

## Descoberta
2003 QX91 foi descoberto no dia 23 de agosto de 2003 pelo astrônomo Marc W. Buie.

## Órbita
A órbita de 2003 QX91 tem uma excentricidade de 0,248 e possui um semieixo maior de 43,501 UA. O seu periélio leva o mesmo a uma distância de 32,713 UA em relação ao Sol e seu afélio a 54,288 UA.